# ریچارد دیبنکرن
ریچارد دیبنکرن (انگلیسی: Richard Diebenkorn) نقاش آمریکایی بود. وی در اوایل کارش تحت تأثیر جنبش اکسپرسیونیسم انتزاعی و جنبش فیگوراتیو منطقه خلیج سانفرانسیسکو بود.